# Municipio Angostura
El Municipio Bolivariano Angostura (hasta junio de 2009 conocido como Municipio Raúl Leoni) es uno de los 11 municipios del Estado Bolívar, Venezuela. Tiene 4 de las 47 parroquias de dicho Estado, y su capital es Ciudad Píar. Es el municipio más grande de Venezuela con sus 56 916 km². Su población es de 57 097 habitantes (censo 2011).
El Municipio cuenta con el más grande embalse del país, el embalse de Guri y este hace gran parte de la energía de Venezuela.

## Toponimia
El municipio fue originalmente nombrado en honor al expresidente venezolano Raúl Leoni (1905-1972), que gobernó entre 1964 y 1969.  Posteriormente, en 2009, el municipio cambió su nombre a Bolivariano Angostura como parte de un proceso de resignificación histórica y simbólica vinculada con la identidad local. El término actual hace referencia a la ubicación geográfica del municipio y "Bolivariano", en honor al Libertador Simón Bolívar.

## Historia
La capital del actual municipio fue fundada en el año 1952 como un conjunto habitacional destinado a los trabajadores de la empresa minera Orinoco Mining Company. Desde sus inicios, la localidad sirvió como enclave operativo vinculado a la actividad extractiva de la región.
Con el paso del tiempo, la zona ha experimentado una diversificación económica, destacando en la actualidad como un espacio con potencial para el cultivo agrícola, el turismo ecológico y otros sectores productivos.
El municipio fue constituido como unidad político-territorial autónoma el 9 de julio de 1986 bajo el nombre de municipio Raúl Leoni. Sin embargo, el 18 de junio de 2009, el Concejo Municipal aprobó el cambio de denominación a municipio Bolivariano Angostura, como parte de un proceso de resignificación histórica y simbólica vinculado con la identidad local. Actualmente su alcalde es Yorgi Arciniega, para estar durante el periodo 2021-2025.

## Geografía
El Municipio Angostura cuenta con el centro hidroeléctrico más importante del estado Bolívar y del país (embalse de Guri) y la Represa Hidroeléctrica Francisco de Miranda, que se ubican al sureste de Venezuela, este municipio cuenta con 54 386 km² de extensión. Es el más grande del estado Bolívar (le siguen los municipios Sucre y Cedeño); el más grande de Venezuela y uno de los más grandes de América Latina; superando al Municipio de Ensenada (el más extenso de México).

### Parroquias
En el Municipio Angostura se encuentran 4 parroquias, y éstas son:
- Parroquia Sección Capital Raúl Leoni, y comprende las poblaciones de Ciudad Piar (capital del Municipio, Guri, San José de Tocomita, Santa Rosa, entre otras)

- Parroquia Barceloneta, su capital es la población de la Paragua, esta parroquia es la más grande del municipio y este se ubica en el centro sur, y casi todo este y oeste del municipio.

- Parroquia Santa Bárbara, su capital es la población de Santa Bárbara de Centurión, parroquia ubicada al norte del municipio. en esta parroquia se encuentra la Ciudad del Acero, la cual se encuentra en proceso de construcción.

- Parroquia San Francisco, su capital es la población de San Francisco, parroquia ubicada en el centro del municipio.

### Límites
El Municipio Angostura limita con el municipio Heres (capital del estado), al sur limita con la república Federativa del Brasil, al este limita con los municipios Piar y Gran Sabana, (municipios de gran importancia histórica y turística del estado) y por último el municipio limita con el municipio Sucre.

### Hidrografía

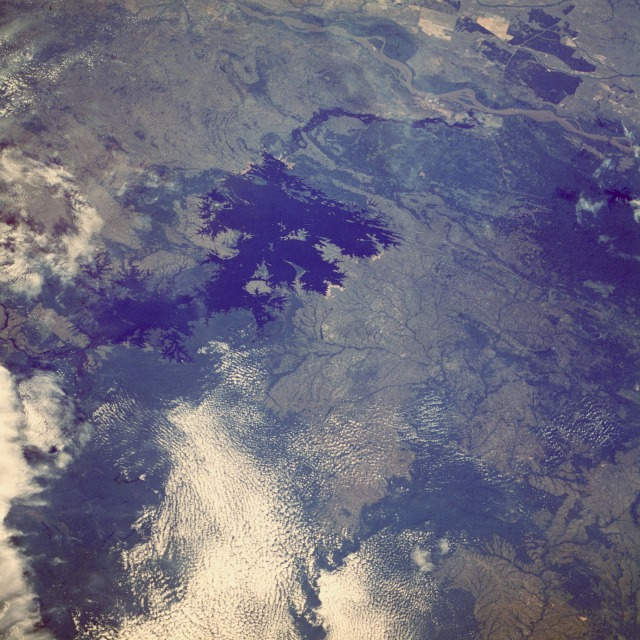
Ubicación de la central hidroeléctrica Simón Bolívar.

No hay que olvidar que el municipio tiene ciertas fronteras acuáticas con el embalse de Guri, y con el río Caroní, estos dos lugares son utilizados para delimitar los municipios al lado este del municipio.
La hidrografía de este municipio es diversa, desde lagos pequeños y también algunos pantanos y lagunas, hasta ríos enormes e importantes como el Caroní, que por cierto este pasa por el embalse de Guri, y luego de terminar sigue hasta desembocar en el río más grande Venezuela, y el segundo más grande de Latinoamérica, el río Orinoco.

## Clima
El municipio posee un clima de sabana, que oscila entre los 20º y 36º.

## Economía
Anteriormente se comentaba que el municipio era bueno para la agricultura, y tenía grandes riquezas mineras, que lo hacen dotar de varios puestos de trabajo, y además de ello, el municipio cuenta con otros recursos hechos por los mismos pobladores que son su artesanía, entre otros.

### Represa de Guri
La Central Hidroeléctrica Simón Bolívar, también llamada Represa de Guri, y antes conocida como Central Hidroeléctrica Raúl Leoni (desde 1 de enero de 2004 hasta el 8 de abril de 2006, cuando se renombró mediante decreto presidencial) se encuentra ubicada entre los municipio Angostura (Antiguo Raúl Leoni) y el Municipio Piar (Bolívar) en el Estado Bolívar, en el Cañón de Necuima, 100 kilómetros aguas arriba de la desembocadura del río Caroní en el Orinoco.
La generación de esta planta supera los 50.000 GWh al año, capaces de abastecer un consumo equivalente cercano a los 300.000 barriles diarios de petróleo, lo cual ha permitido cumplir con la política de sustitución de termoelectricidad por hidroelectricidad dictada por el Gobierno de Venezuela, con la finalidad de ahorrar combustibles líquidos que pueden ser utilizados para su exportación o su conservación con otros fines. La energía producida por la represa es consumida por gran parte del país, inclusive alimentando parte de la ciudad de Caracas.
El lago artificial o embalse formado detrás de la presa se llama embalse de Guri.
La ejecución de esta obra en su primera fase comienza en 1963 y finaliza en 1978, con una capacidad de 2.065 en 10 unidades, con el embalse a la cota máxima de 215 metros sobre el nivel del mar. La etapa final de la represa de Guri se concluye en 1986.
Actualmente, la Represa de Guri es la tercera central hidroeléctrica más grande del mundo con sus 10 000 MW de capacidad total instalada, sólo superada por el complejo binacional de Itaipú en Brasil y Paraguay y del complejo hidroeléctrico de la presa de las Tres Gargantas en China.
En cuanto al Embalse de Guri, este se encuentra en noveno lugar entre los diez de mayor volumen de agua represada en él, con una superficie de 4.250 km².

## Turismo
En el municipio hay muchos lugares, desde varias arquitecturas y artesanías en Ciudad Guayana hasta visitas al represa del Guri.

## Política y gobierno

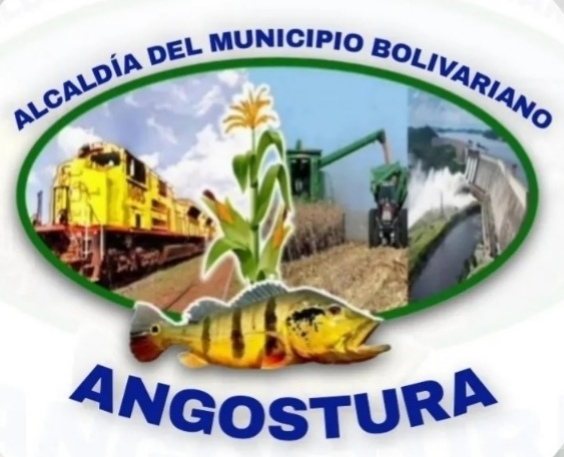
Logo de la Alcaldía.

### Alcaldes
| Período     | Alcalde electo                  | Partido político / Alianza | % de votos | Notas |
| ----------- | ------------------------------- | -------------------------- | ---------- | --- |
| 1989 - 1992 | Rafael Leónidas Franco Espinoza | AD                         | 45,74      | Primer alcalde bajo elecciones directas                                                                                               |
| 1992 - 1995 | Pedro Gutiérrez                 | AD                         | 41,02      | Segundo alcalde bajo elecciones directas                                                                                              |
| 1995 - 2000 | Pedro Gutíerrez                 | AD                         | -          | Reelecto (se realizaron elecciones generales adelantadas en el 2000 debido a la aprobación de la Constitución de 1999)                |
| 2000 - 2004 | Gilberto Villarroel             | PPT                        | 43,29      | Tercer alcalde bajo elecciones directas                                                                                               |
| 2004 - 2008 | Gilberto Villarroel             | PPT                        | 53,40      | Reelecto |
| 2008 - 2013 | Yusleiby Ramírez                | PSUV                       | 41,14      | Cuarto alcalde bajo elecciones directas (se postergan 1 año las elecciones municipales pautadas para finales del 2012)                |
| 2013 - 2017 | Yusleiby Ramírez                | PSUV                       | 49,50      | Reelecta |
| 2017 - 2021 | Jhean Lira                      | PSUV                       | 53,07      | Quinto alcalde bajo elecciones directas                                                                                               |
| 2021 - 2025 | Yorgi Arciniega                 | AD                         | 36,35      | Sexto alcalde bajo elecciones directas.Actualmente desde marzo de 2023 se unió a Voluntad Popular pertenece a la Plataforma Unitaria. |

### Consejo municipal
Período 1989 - 1992
| Concejales:              | Partido político / Alianza |
| ------------------------ | -------------------------- |
| Pedro Gutiérrez          | AD                         |
| Argenis Ramírez          | AD                         |
| Rogelio Martínez         | AD                         |
| José Ramón Cardier       | AD                         |
| Wolfgang Rodríguez       | COPEI                      |
| Bruno Rodríguez          | COPEI                      |
| Maria Moreno de Urdaneta | LCR                        |

Período 1992 - 1995
| Concejales:       | Partido político / Alianza |
| ----------------- | -------------------------- |
| Lourdes Carreño   | AD                         |
| Bartolomé Paredes | AD                         |
| Ramón García      | AD                         |
| Amado Flores      | AD                         |
| Elinor de Rosal   | LCR                        |
| Alfredo Torres    | LCR                        |
| Ramón Centeno     | COPEI                      |

Período 1995 - 2000
| Concejales:        | Partido político / Alianza |
| ------------------ | -------------------------- |
| Rogelio Martinez   | AD                         |
| Henry Gutiérrez    | AD                         |
| Amado Flores       | AD                         |
| Francisco Martínez | LCR                        |
| Pedro Yanez Peña   | LCR                        |
| Rosa Peñalver      | LCR                        |
| Egly Salazar       | COPEI                      |

Período 2013 - 2018
| Concejales         | Partido político / Alianza |
| ------------------ | -------------------------- |
| Geovanny Martínez  | PSUV                       |
| Estalin Hernanadez | PSUV                       |
| Victor León        | PSUV                       |
| Arianna Rodríguez  | MUD                        |
| Lourdes Carreño    | MUD                        |
| Orangel Herrera    | MUD                        |
| Andres Solis       | (Representación indígena)  |

Período 2018 - 2021
| Concejales        | Partido político / Alianza |
| ----------------- | -------------------------- |
| Angelicar Basanta | PSUV                       |
| Meri Brito        | PSUV                       |
| Kermis Boada      | PSUV                       |
| Luis Martínez     | PSUV                       |
| Gionanny Martínez | PSUV                       |
| Lisbeth Padilla   | PSUV                       |
| Andres Solis      | (Representación indígena)  |

Periodo 2021 - 2025
| Concejales:        | Partido político / Alianza |
| ------------------ | -------------------------- |
| Arcadio Zerpa      | PSUV                       |
| Patricia Carranza  | PSUV                       |
| Oswaldo Rodríguez  | PSUV                       |
| Willians Gutiérrez | AD                         |
| Henry Gutiérrez    | AD                         |
| Jorge Fayola       | MUD                        |
| Yorgelis Miranda   | (Representación indígena)  |